# 三木くるみ
三木 くるみ（みき くるみ、1992年10月13日 - ）は、日本の女優。所属事務所は、ハーヴェストプロダクション。
徳島県徳島市出身。徳島市立高等学校、桐朋学園芸術短期大学演劇専攻科出身。

## 人物
- 特技は、JAZZダンス17年、タップ4年。
- 趣味は、料理、日本舞踊（藤間流）、和太鼓。

## 出演

### テレビドラマ
- ファースト・クラス (2014年、フジテレビ)
- トットてれび（2016年、日本放送協会） - プラタン化粧品の専属モデル 役
- 連続テレビ小説とと姉ちゃん（2016年、日本放送協会） - あなたの暮らし出版社員／武田みき子 役
- メディカルチーム レディ・ダ・ヴィンチの診断（2016年、関西テレビ） - 保母 役
- 水曜ミステリー9嫌われ監察官 音無一六〜警察内部調査の鬼〜（2016年、テレビ東京） - 警察官 役
- 記憶捜査〜新宿東署事件ファイル〜 第2話（2019年1月25日、テレビ東京） - 菊池聖子 役
- 行動心理捜査官・楯岡絵麻 Season2（2021年） ‐ 吉田和美 役

### 映画
- すんドめ（2015年） - まどか 役
- 無垢の祈り（2016年） - トモコ 役
- 波乗りオフィスへようこそ（2019年） - 林真由子 役

### Vシネマ
- 仮面ライダーエグゼイド トリロジー アナザー・エンディング 仮面ライダーブレイブ&仮面ライダースナイプ（2018年3月28日、東映）

### 舞台
- ひめゆりの塔 (2013年2月、俳優座劇場） - 尚典子 役
- 劇団アルファー「爺さんの空」 - ヒロイン：橘ゆきえ / 朱理 役
  - 全国高等学校巡演（2013年5月）
  - 本公演（2013年9月）
  - 劇団アルファー（2015年10月）
- 劇団アルファー全国高等学校巡演「メッセージ -時代をかけぬけて-」（2013年6月） - ヒロイン：ユウカ 役
- アソビドラマティック「Witch Trial 卒業ライブ殺人事件」（2020年11月） - メインキャスト：源マキエ 役

### CM
- 愛媛銀行「ひめぎん学割口座いろいろありますものね 篇」「ひめぎん学割口座いつも応援 篇」（2010年 - 2012年）
- 名古屋銀行（2016年）
- ソフトバンク（2016年）